# شهرستان کافی (جورجیا)
شهرستان کافی، جورجیا (به انگلیسی: Coffee County, Georgia) یک سکونتگاه مسکونی در ایالات متحده آمریکا است که در جورجیا واقع شده‌است.